# Luksemburska liga w hokeju na lodzie (1993/1994)
Luksemburska liga w hokeju na lodzie (1993/1994) był pierwszym sezonem Luksemburskiej ligi w hokeju na lodzie. Mistrzem Luksemburga po raz pierwszy została drużyna Tornado Luksemburg. W dwumeczu pokonali IHC Beaufort 30-5.